# Emmett (Kansas)
Emmett és una població dels Estats Units a l'estat de Kansas. Segons el cens del 2000 tenia 277 habitants.

## Demografia
Segons el cens del 2000, Emmett tenia 277 habitants, 103 habitatges, i 66 famílies. La densitat de població era de 562,9 habitants/km².
Dels 103 habitatges en un 30,1% hi vivien nens de menys de 18 anys, en un 49,5% hi vivien parelles casades, en un 9,7% dones solteres, i en un 35% no eren unitats familiars. En el 29,1% dels habitatges hi vivien persones soles el 8,7% de les quals corresponia a persones de 65 anys o més que vivien soles. El nombre mitjà de persones vivint en cada habitatge era de 2,69 i el nombre mitjà de persones que vivien en cada família era de 3,4.
Per edats la població es repartia de la següent manera: un 33,6% tenia menys de 18 anys, un 5,8% entre 18 i 24, un 28,5% entre 25 i 44, un 21,3% de 45 a 60 i un 10,8% 65 anys o més.
L'edat mediana era de 34 anys. Per cada 100 dones de 18 o més anys hi havia 109,1 homes.
La renda mediana per habitatge era de 27.778 $ i la renda mediana per família de 27.750 $. Els homes tenien una renda mediana de 35.208 $ mentre que les dones 14.750 $. La renda per capita de la població era de 12.078 $. Entorn del 20% de les famílies i el 27,3% de la població estaven per davall del llindar de pobresa.

## Poblacions més properes
El següent diagrama mostra les poblacions més properes.